# Lương Lăng Kiệt
Lương Lăng Kiệt (tiếng Anh: Marco Leung, tiếng Hồng Kông:, ngày 7 tháng 3 năm 1984 - ngày 15 tháng 6 năm 2019） là một nhà hoạt động phong trào xã hội Hồng Kông, người đã tham gia vào cuộc cách mạng Ô dù và rước dự thảo sửa đổi Pháp lệnh Nghi phạm bỏ trốn vào ngày 9 tháng 6 năm 2019. Trong một cuộc biểu tình ngày 16 tháng 6, trước đó, trên một giàn giáo tại Pracific Place, Lương đã rơi từ một độ cao và qua đời khi mới 35 tuổi.

## Tiểu sử

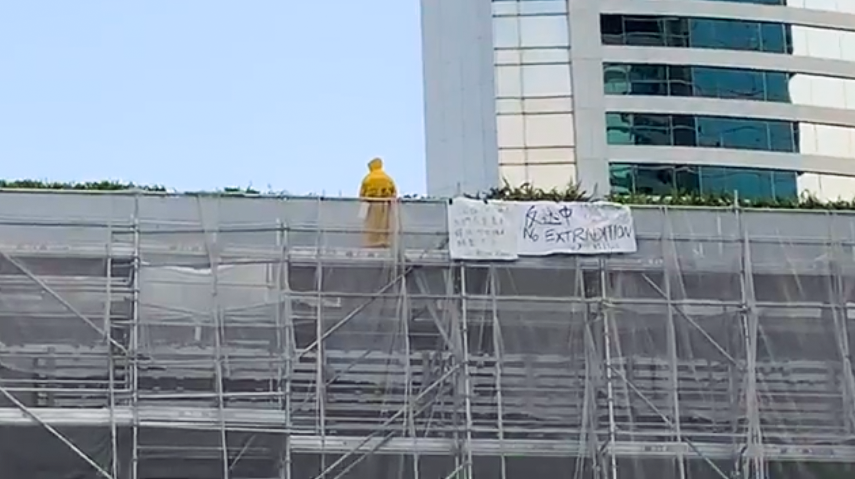
Lương Lăng Kiệt, mặc áo mưa màu vàng, đang đứng trên giàn giáo tại Pacific Place

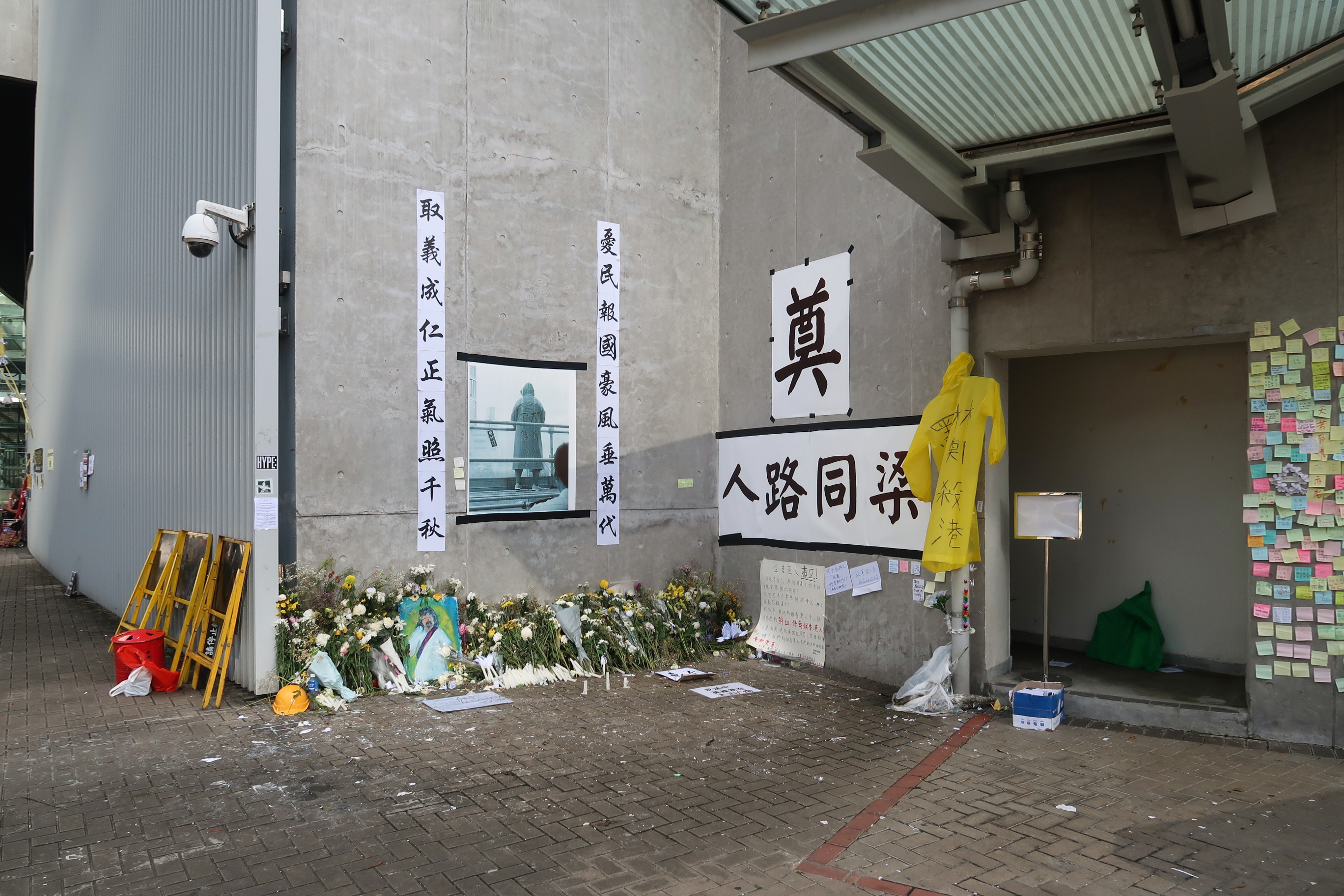
Địa điểm tưởng niệm bên ngoài trụ sở chính phủ

Lương Lăng Kiệt sinh ngày 7 tháng 3 năm 1984 tại Hồng Kông thuộc Anh. Anh còn có một chị và một em. Lương sống độc thân trước khi chết và sống cùng bố mẹ.
Anh tham gia cuộc cách mạng Ô dù vào năm 2014, chủ yếu xuất hiện tại khu vực chiếm đóng Mongkok với biệt danh "Xương Rồng". Trong cuộc bầu cử Hội đồng Lập pháp Hồng Kông năm 2016， Lương Lăng Kiệt từng giúp Guo Weiqiang của FTU.

### Trong cuộc biểu tình Hồng Kông 2019
Vào ngày 12 tháng 6 năm 2019, có một người đàn ông mặc chiếc áo mưa màu vàng, cầm ô huy động cuộc tấn công trên đường Wa Avenue. Có người cho rằng đó chính là Lương Lăng Kiệt.
Vào lúc 4 giờ chiều ngày 15 tháng 6 năm 2019, Lương Lăng Kiệt mặc một chiếc áo mưa màu vàng với dòng chữ "Lâm Trịnh Nguyệt Nga giết cảnh sát trong máu lạnh" trên lưng, đứng trên tầng thứ tư của giàn giáo của Pacific Place. Treo các khẩu hiệu phản đối "Chống dự luật dẫn độ ở Trung Quốc" và "Rút toàn bộ, chúng tôi không phải là những kẻ bạo loạn, thả học sinh, Lâm Trịnh Nguyệt Nga từ chức và giúp đỡ Hồng Kông". Anh phản đối Lâm Trịnh Nguyệt Nga và cảnh sát tuyên bố rằng việc chiếm đóng vào ngày 12 tháng 6 là một cuộc bạo loạn và yêu cầu rút dự luật (chứ không phải tiếp tục), thả người bị bắt và Lâm Trịnh Nguyệt Nga từ chức. Sau khi nhận được báo cáo, các nhân viên cứu hỏa đã mở đệm khí cứu sinh.
Trong cuộc khủng hoảng, các công dân có mặt đã hét lên "Hãy nghe tôi nói, hãy cùng nhau biểu tình, đừng chết, hãy ở lại". Nhà hội đồng lập pháp Kwong Junyu đã đến hỗ trợ cảnh sát và ba lần yêu cầu đàm phán trực tiếp với Lương Lăng Kiệt để trở về an toàn, nhưng cảnh sát từ chối, chỉ nói rằng có PNC trong lĩnh vực này. Tuy nhiên, Lương cũng không ngần ngại nói chuyện với các nhà đàm phán của cảnh sát. Kwong Junyu hét lên bằng một chiếc loa đối diện Queensway, nhưng đã không thể truyền tải rõ ràng tới nơi Lương đang đứng. Một số công dân đã hát "Hát Hallelujah cho Chúa". Vào lúc 8 giờ tối, Lương Lăng Kiệt cởi chiếc áo mưa màu vàng và ngồi trên bục nghỉ ngơi, một sĩ quan và lính cứu hỏa đang cảnh giác trên lầu. Vào lúc 9 giờ tối, Lương Lăng Kiệt nhảy ra khỏi giàn giáo, nhân viên cứu hỏa đã cố gắng để anh ta không rơi xuống nhưng anh đã rơi xuống vỉa hè bên cạnh đệm không khí. Các công dân có mặt tại hiện trường đã hét lên "Giữ lấy nó". Kwong Junyu đã bật khóc. Anh được đưa đi cấp cứu tại Bệnh viện Ruttonjee, nơi anh được xác định là đã qua đời. Lương Lăng Kiệt trở thành người biểu tình đầu tiên qua đời trong cuộc biểu tình Hồng Kông 2019.
Hai lá thư tuyệt mệnh đã được tìm thấy sau đó, trong đó nói rằng nguyên nhân của việc anh tìm đến cái chết là để chống lại dự luật sửa đổi, và cũng để giải thích hậu quả.

## Nguyên nhân cái chết và trách nhiệm

### Chống dự luật
Một số phương tiện truyền thông chống sửa đổi và công dân tin rằng trách nhiệm cho vụ việc phụ thuộc vào sự coi thường của chính phủ với dư luận. Một số phương tiện truyền thông tin rằng Lương Lăng Kiệt đang "phàn nàn về cuộc sống", chứ không phải bị tâm thần hay bất kì căn bệnh thần kinh nào. Họ cũng không coi nguyên nhân gây ra cái chết là tự nguyện mà là "sự hi sinh".

### Truyền thông
"Tin tức thời gian", Lương Lăng Kiệt có liên quan tới ga tội ác và nguy hiểm là do Hội đồng Lập pháp Hồng Kông, ông Kwong Junyu trợ cấp. Họ cũng nói Junyu đã rời đi ngay sau khi Lương ngã xuống. Junyu đã trả lời về hành động đó là đáng khinh, đáng xấu hổ và vô đạo đức.

## Tưởng niệm

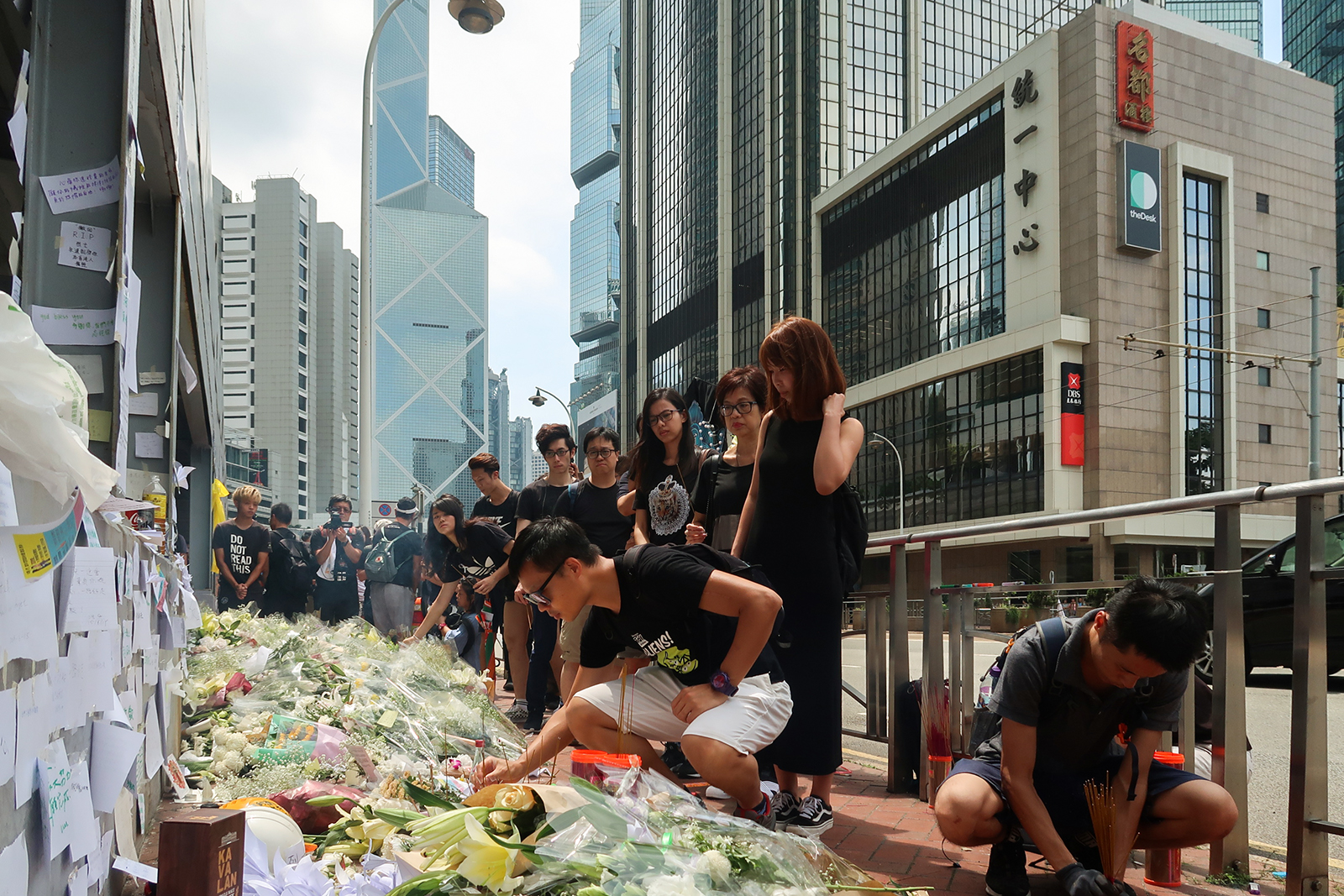
Người dân đang đặt hoa tưởng nhớ Lương Lăng Kiệt tại Pacific Place

Trong một cuộc phỏng vấn với Apple Daily, cha mẹ của Lương tuyên bố rằng chính phủ ép buộc người dân Hồng Kông rất bất lực, và sự phẫn nộ đã khiến chính phủ vô ơn làm phiền. Họ nói: "Hồng Kông bị bệnh. Đó là nỗi buồn của bảy triệu và là nỗi buồn của thế hệ tiếp theo". Họ cũng hy vọng rằng những người trẻ không nên quá phấn khích và không theo dõi con cái họ.

### Tại Thái Bình Dương

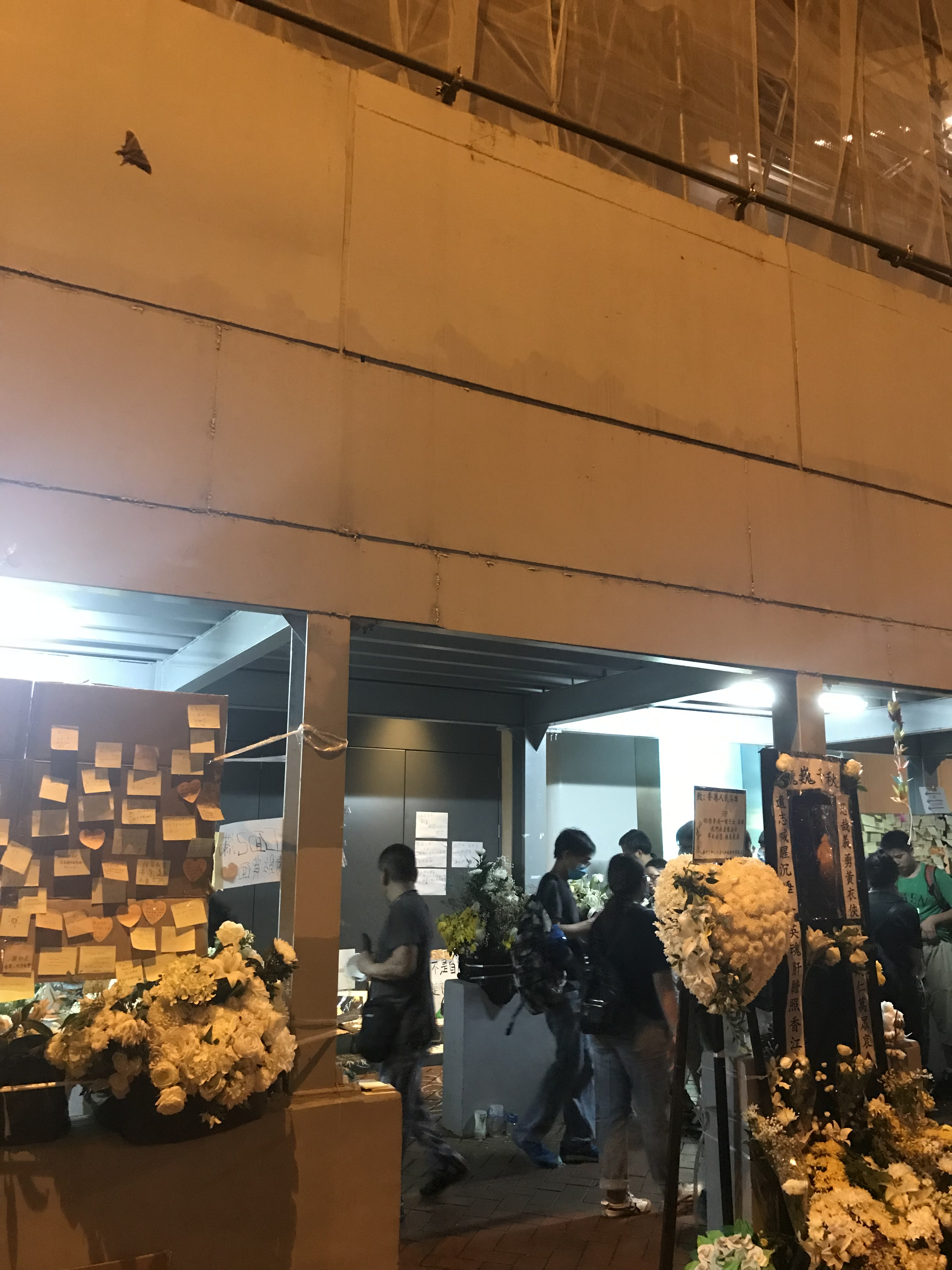
Bảy lễ vật đầu tiên

Vào đêm anh qua đời, nhiều người liên tiếp đặt hoa để thương tiếc ngoài Thái Bình Dương, bao gồm Linh mục Zhu Yaoming, một trong những người thứ ba từ Trung Quốc. Trong cuộc biểu tình chống lại Bill Fugitive Offeder Bill vào ngày hôm sau, số lượng lớn người biểu tình mặc đồ đen để tưởng nhớ anh. Vào cuối cuộc diễu hành, Fretilin thông báo rằng số lượng người tham gia đoàn diễu hành từ 1 - 2,000,000 người trong số những "+1" và đại diện cho Lương Lăng Kiệt.
Vào ngày 21 tháng 6, đêm thứ bảy kể từ ngày anh qua đời, một số lượng lớn người đã đến Taikoo Plaza để tặng hoa và các dịch vụ thờ cúng, một số người đã thổi sáo và khóc. Vào 9:00 đêm, hàng ngàn người đã tụ tập bên ngoài Pacific Place Queensway. 

### Tại Đường Harcourt

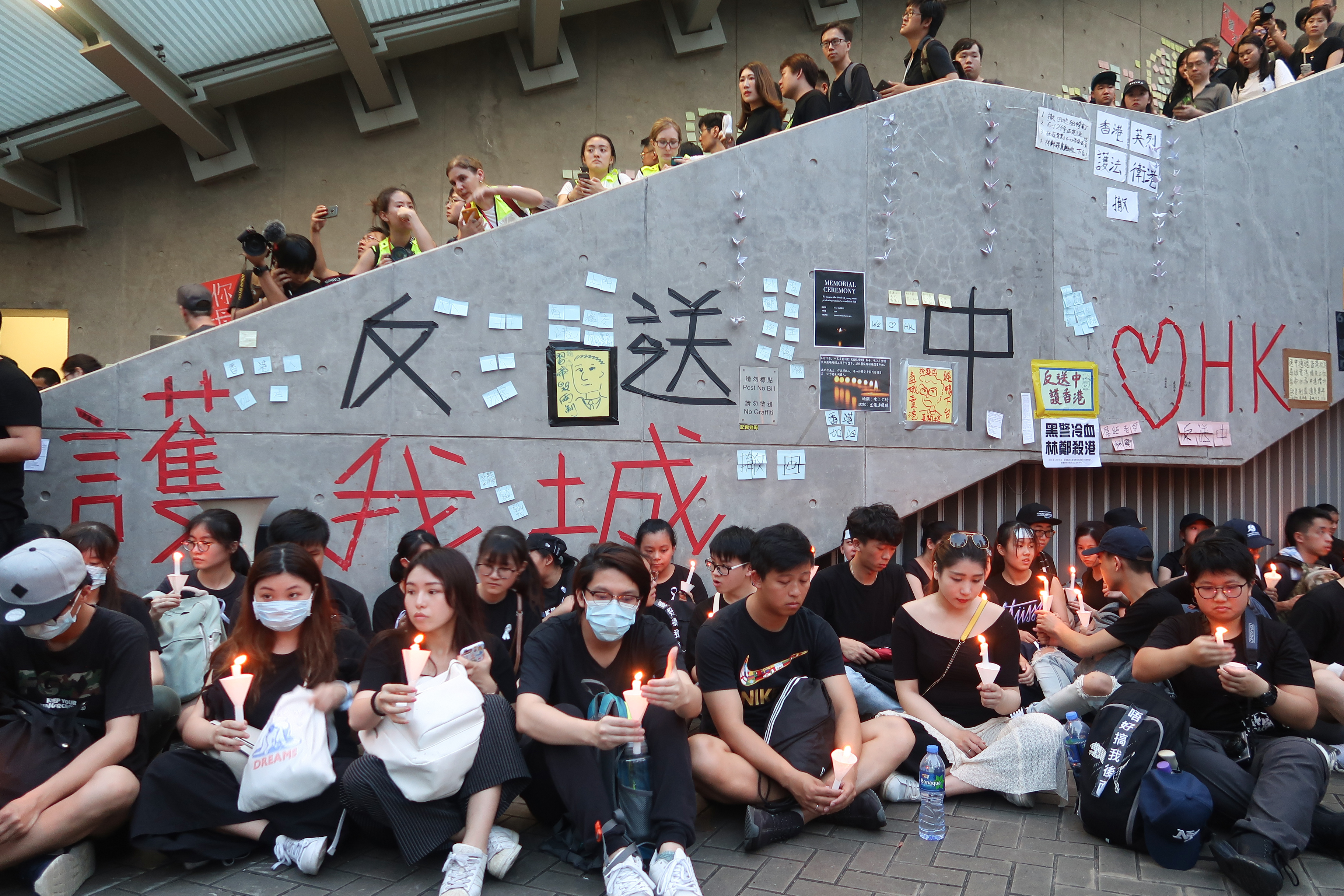
Người biểu tình phản đối bên ngoài trụ sở chính phủ ngày 16 tháng 6

Tại Bức tường Lennon của Trụ sở chính phủ Hồng Kông trên đường Harcourt, có người đã giơ ảnh của anh, người dân đã cúi đầu trước bức ảnh của anh 15 phút và cúi đầu ba lần theo hướng Pacific Place.
Vào ngày 30 tháng 6, những người tuần hành tham gia cuộc biểu tình "hỗ trợ cảnh sát, bảo vệ luật pháp" vì đã khiến Lương Lăng Kiệt và một người khác, Lưu Hiển Nhân chết trên khu vực đường Harcourt. 

### Tang lễ
Ngày 11 tháng 7, gia đình Lương Lăng Kiệt đã đồng ý hỗ trợ ủy ban tang lễ và chọn Nam Point, Funeral Home làm nơi an nghỉ cho anh. Khoảng 100 người xếp hàng trong mưa để dự đám tang, bày hoa hướng dương, hát thánh ca, đối diện trên. Các thành viên của Hội đồng Lập pháp Ziu Kaidi, Chen Zhiquan, Qu Nuoxuan, Chen Shu TRANG và ca sĩ He Yunshi cũng tới dự đám tang.